# Pollimyrus nigricans
Pollimyrus nigricans là một loài cá thuộc họ Mormyridae. Nó được tìm thấy ở Burundi, Kenya, Tanzania, and Uganda. Các môi trường sống tự nhiên của chúng là sông, swamps, hồ nước ngọt, đầm lầy nước ngọt, and inland deltas. Nó bị đe dọa do mất môi trường sống.